# Makedonska Muzička Industrija
La Makedonska Muzička Industrija (MMI; in macedone Македонска Музичка Индустрија?) è un'organizzazione facente parte dell'International Federation of the Phonographic Industry che rappresenta l'industria musicale della Macedonia del Nord.